# Скрынник, Фёдор Петрович
Фёдор Петрович Скрынник (1901 — 1977) — советский военный разведчик, генерал-майор.

## Биография
Родился в украинской семье рабочих. В Красной армии с 1919 или 1922, участник Гражданской войны на Украине с 1919 до 1921 член ВКП(б) с 1925. Окончил артиллерийскую школу в 1927. С 1927 до 1928 командир взвода, с 1928 до 1929 слушатель курсов, с 1929 до 1932 командир и политрук учебной батареи, с 1932 до 1933 командир артиллерийского дивизиона. С 1933 до 1936 оканчивал специальный факультет Военной академии РККА имени М. В. Фрунзе. С ноября по декабрь 1936 был начальником штаба артиллерийского дивизиона 1-й Московской Пролетарской стрелковой дивизии. С декабря 1936 по июль 1939 находился в распоряжении по 2-му (восточному) отделу. С июля 1939 по сентябрь 1940 начальник 5-го отделения (Китай, Турция, Иран, Афганистан) 5-го (информационного) отдела, затем 7-го отделения информационного отдела с сентября по декабрь 1940), после чего снова переведён в распоряжение. Участник Великой Отечественной войны, начальник 5-го отдела 3-го управления ГРУ Красной армии, где занимался, в частности, Японской империей. С 1943 до 1945 являлся начальником разведывательного отдела БШПД. При этом с марта по ноябрь 1944 был исполняющим должность начальника 2-го управления РУ ГШ РККА. Занимался вопросами репатриации в поверженном Третьем рейхе с 1945 до 1947.

### Звания
- красноармеец (1919);
- майор (17 февраля 1938);
- полковник;
- генерал-майор (23 октября 1943).

### Награды
- орден Ленина;
- четыре ордена Красного Знамени;
- орден Отечественной войны I степени;
- медали.